# Norwegia na Letnich Igrzyskach Olimpijskich 1956
Norwegię na Letnich Igrzyskach Olimpijskich 1956 w Melbourne reprezentowało 22 zawodników: 19 mężczyzn i 3 kobiety. Był to 11. start reprezentacji Norwegii na letnich igrzyskach olimpijskich.
Najmłodszym norweskim zawodnikiem na tych igrzyskach był 19-letni lekkoatletka, Bjørn Nilsen, natomiast najstarszym 53-letni strzelec, Hans Aasnæs. Chorążym reprezentacji podczas ceremonii otwarcia był żeglarz, Thor Thorvaldsen. Podczas zawodów jeździeckich, które rozegrane zostały w  Sztokholmie chorążym był Birck Elgaaen.

## Zdobyte medale
| Medal   | Zawodnik       | Dyscyplina      | Konkurencja           | Data         |
| ------- | -------------- | --------------- | --------------------- | ------------ |
| · Złoto | Egil Danielsen | · Lekkoatletyka | Rzut oszczepem        | 26 listopada |
| · Brąz  | Audun Boysen   | · Lekkoatletyka | 800 m                 | 26 listopada |
| · Brąz  | Ernst Larsen   | · Lekkoatletyka | 3000 m z przeszkodami | 29 listopada |